# Aprestes
Aprestes är ett släkte av steklar som beskrevs av Nixon 1957. Aprestes ingår i familjen hyllhornsteklar.
Släktet innehåller bara arten Aprestes variicornis.